# Bruchela pygmaea
Bruchela pygmaea – gatunek chrząszcza z rodziny kobielatkowatych i podrodziny Urodontinae.
Chrząszcz o ciele długości od 1,3 do 2 mm, ubarwionym czarno z brunatną wargą górną, jasnobrunatnymi ośmioma początkowymi członami czułków, brunatnymi goleniami i stopami oraz rozjaśnionymi nasadami ud i krętarzami. Przedplecze jest tak długie jak szerokie, przed przednim brzegiem wyraźnie przewężone, o bokach prawie równoległych, a tylnej krawędzi wyciągniętej ku tyłowi, na wierzchołku tworzącej kąt ostry i pozbawionej wcięć w kątach zewnętrznych. Pokrywy nie mają kontrastującego pasma jasnych włosków wzdłuż szwu, a na przedpleczu brak skupień takich włosków w tylnych kątach. Na pygidium widnieje bardzo płytka bruzda środkowa. Dymorfizm płciowy przejawia się w budowie piątego (ostatniego) z widocznych sternitów odwłoka: u samca ma on otoczoną krawędziami bruzdę, a u samicy porośnięte łuskami zagłębienie.
Owad ten jest oligofagiem związanym z rezedami i ubiorkami.
Gatunek znany z Portugalii, Hiszpanii, Francji, Czech, Słowacji, Włoch, Serbii i Ukrainy. W Polsce został znaleziony jednokrotnie – w Tarnowie.